# Geschichte der Milchwirtschaft in Österreich

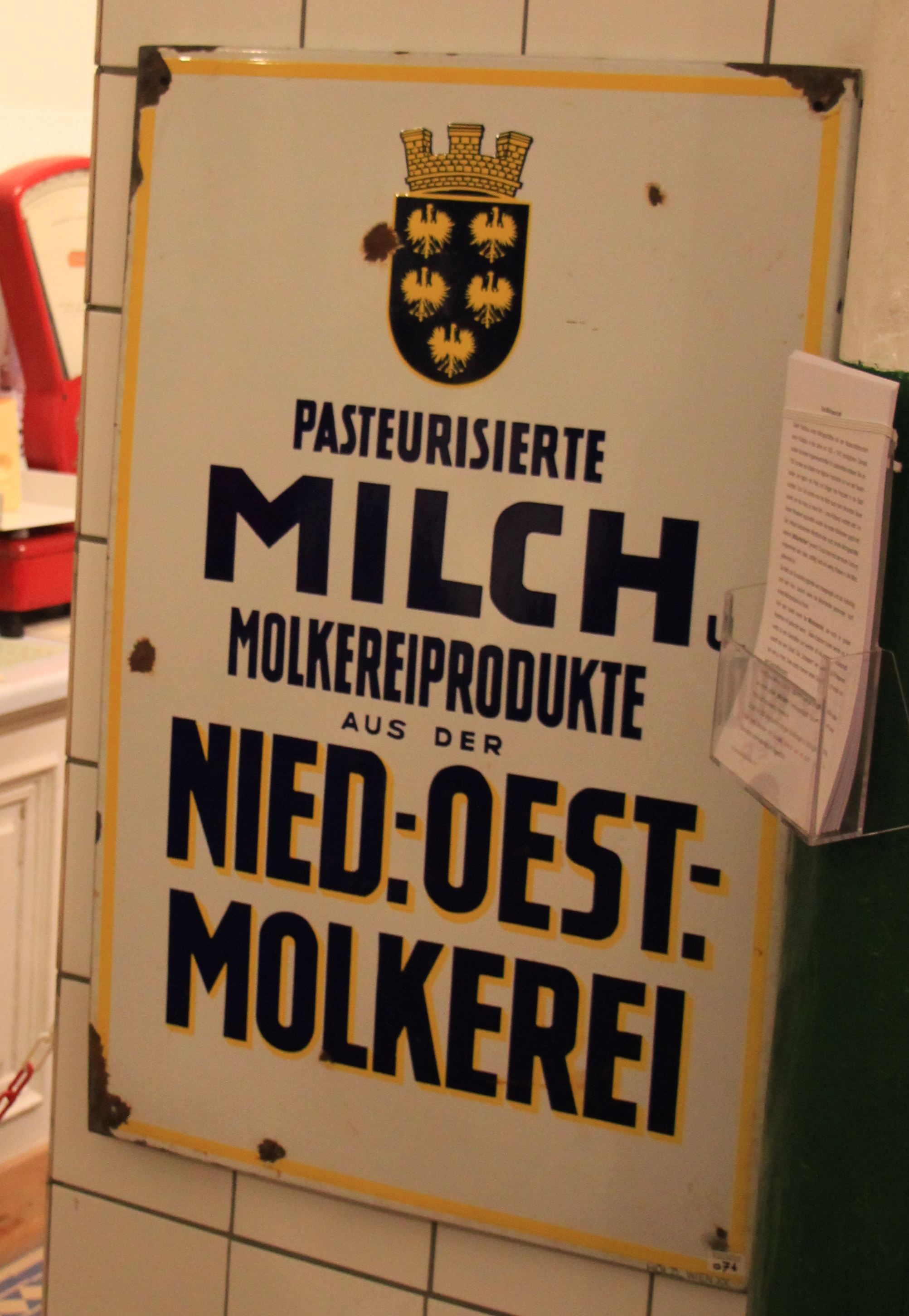
Historisches Emaillewerbeschild für österreichische Milch im Stadtmuseum Traiskirchen

Die Geschichte der Milchwirtschaft in Österreich stellt die Erzeugung, Weiterverarbeitung und Handel mit Milch und Milcherzeugnissen in Österreich dar. Aufgrund des zeitweise weit über verschiedenste kulturelle und geographische Räume sich ausdehnenden Reichs wird als Österreich hier nur jener Raum behandelt, der sich mit dem heutigen Territorium deckt.
Ab dem 19. Jahrhundert entstand in Österreich aus der bestehenden kleinbäuerlichen Milchproduktion im Zuge zunehmender Mechanisierung und Industrialisierung eine moderne Milchwirtschaft. Dabei kam es zu einer Professionalisierung und Spezialisierung von Berufen und Betrieben sowie zur Bildung neuer Organisationsformen wie Genossenschaften und Molkereien.
Nach dem Zweiten Weltkrieg war die Milchwirtschaft hauptsächlich auf Expansion getrimmt, ein Modell, das in den 1970er Jahren zunehmend instabiler wurde. Mit der sogenannten ökosozialen Agrarpolitik konnten viele der kritischen Punkte dieser Zeit behoben werden, bevor Österreich 1995 dann Teil der Europäischen Union wurde und damit auch die österreichische Milchwirtschaft sich in einem gesamteuropäischen Wirtschaftsmarkt wiederfand.

## Vorgeschichte
Es wird vermutet, dass bereits zu Beginn des Neolithikums Schafe, Ziegen und Rinder im Südosten Europas als Fleischlieferanten genutzt und im mediterranen Europa ab der Mitte des 6. Jahrtausends v. Chr. auch zur Milcherzeugung gehalten wurden. Unverarbeitete Milch war wegen der enthaltenen Laktose für die Mehrzahl der Menschen damals aber nicht verdaulich, erst eine Verarbeitung reduzierte den Laktosegehalt. Vor rund 8000 bis 7500 Jahren wurde in Rumänien und Ungarn wohl schon Milch verarbeitet und Käse vor bereits 6800 bis 7400 Jahren im heutigen Polen hergestellt.
Voraussetzung für den Siegeszug der Milch selbst als Lebensmittel war die genetische Entwicklung der Laktosetoleranz, die vermutlich vor rund 7.500 Jahren im heutigen Ungarn ihren Ursprung hatte. Ihre rasche Verbreitung erst erlaubte die Verdauung unverarbeiteter Milch. Vor rund 5000 Jahren hatte sich diese genetische Anpassung bereits über den größten Teil Nord- und Mitteleuropas ausgebreitet und Milchviehhaltung war ein beherrschender Baustein der Ernährung geworden.
Im Alpenraum wurde die Technik der Käseherstellung wahrscheinlich durch die Kelten eingeführt. In der Subsistenzwirtschaft des Mittelalters waren neben Rindern noch Schafe und Ziegen bedeutende Milchlieferanten, insbesondere in den Bergen oder auf mageren Böden. Erst ab dem späten Mittelalter wurden im Voralpen- und Alpenraum mehrheitlich Rinder zur Milcherzeugung gehalten, ihre Milch wurde hauptsächlich zu Käse und Zieger verarbeitet. Mit der Verbreitung des Labkäses am Ende des Mittelalters wurde Käse transportfähiger und so ein Handelsgut.

## Industrialisierung der Milchwirtschaft in Österreich-Ungarn

### Fortschritte in der Milchviehzucht
Bis zum Jahr 1848 war die Rinderzucht in Österreich von der Patrimonialherrschaft geprägt. Wie die Rinder im Stall und auf der Weide gefüttert werden sollten, wie man die Jungtiere ernährt, wie man Seuchen verhindert und man sich verhält, wenn die Seuche bereits ausgebrochen war, auch die Fütterung des Jungviehs und die Zucht, all das wurde durch Gubernialverordungen  und kaiserliche Hofdekrete geregelt. Mitte des 19. Jahrhunderts war die Landwirtschaft im Voralpenland und im Flachland vom Getreideanbau geprägt. Im Gebirge wurden zwar Rinder gezüchtet, die Rinderzucht war aber noch nicht hoch entwickelt, weil die Produktionsüberschüsse bei den Zucht- und Gebrauchstieren kaum abgesetzt werden konnten. Man sah in den Rindern Arbeits- und Düngemaschinen. Mit der Auflösung der Untertänigkeitsverhältnisse 1848 war jedoch der Weg für die Eigeninitiative der Bauern frei. Gutsbesitzer aber auch Bauern importierten Zuchttiere. Mitte der fünfziger Jahre des 19. Jahrhunderts begann die Belieferung der Flachlandgebiete des Habsburgerreiches mit Zug- und Zuchttieren aus den Alpen. Die österreichisch-ungarische Monarchie war mit ihrer Größe gut für eine Arbeitsteilung zwischen Aufzucht und Haltegebieten und auch für die Spezialisierung in Getreide- und Viehproduktionsgebiet geeignet. Von Anfang an war das Ackerbauministerium bemüht, die Rinderzucht in Österreich mit Geldmitteln zu fördern, insbesondere mit Geld für die Abhaltung von Rinderschauen. Die ersten Landestierschauen wurden 1877 in Kärnten und Tirol abgehalten, Vorarlberg folgte 1887 und zwei Jahre später Salzburg. 1898 wurde in Wien die erste „Spezialausstellung“ aller in den österreichischen Alpenländern heimischen Rassen und Schläge abgehalten. Die Rinderzuchtförderung wurde den Ländern übertragen, die dafür auch mit den entsprechenden Geldern versorgt wurden.

### Die Professionalisierung der österreichischen Milchwirtschaft
In den 1870er Jahren sanken in Österreich-Ungarn die Getreidepreise und später auch Schafwollpreise durch die Konkurrenz aus Übersee. Das führte dazu, dass die Milchwirtschaft ausgeweitet wurde und an Bedeutung gewann. Dabei wurde sie von der Politik, einzelnen Fachmännern und milchwirtschaftlichen Vereinen gezielt gefördert. Das erste umfassende Buch über Milchwirtschaft in Deutschland wurde 1870 von Benno Martiny herausgegeben. Kurz vor der Wende zum 20. Jahrhundert wurden auch die ersten Wanderlehrer und Instruktoren angestellt, doch nach wie vor herrschte ein Fachkräftemangel. Diesem Fachkräftemangel sollte durch die Gründung der Hochschule für Bodenkultur 1872 und durch die Gründung mittlerer und niederer Landwirtschaftsschulen entgegengewirkt werden.

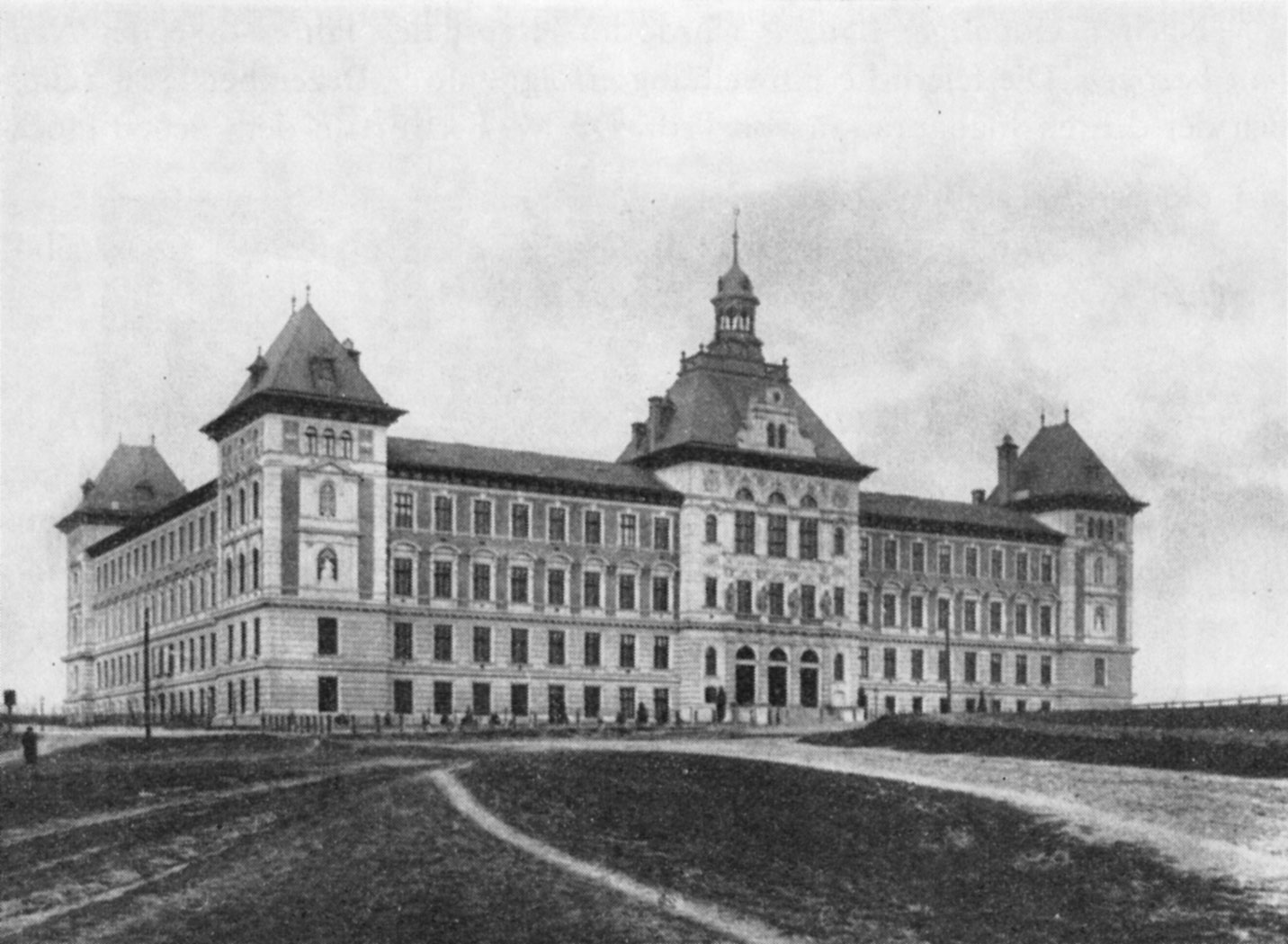
Die Hochschule für Bodenkultur, 1896

Mit der Spezialisierung der Milchwirtschaft ging ein Wandel einher. Milch und ihre Verarbeitung, früher Frauenarbeit, wurde zunehmend zu Männerarbeit eine Entwicklung, die sich im frühen 20. Jahrhundert weiter verstärkte. Aus einfachen landwirtschaftlichen Tätigkeiten bildeten sich neue Berufe in der entstehenden Milchwirtschaft aus.
Die Wiener Molkereiausstellung veranlasste Martin Wilckens 1873 zu seiner alp- und milchwirtschaftlichen Studienreise durch die Alpenländer und er führte an der Hochschule für Bodenkultur in Wien die Milchwirtschaft als Vorlesungsgegenstand ein, verbunden mit praktischen Übungen der Milchuntersuchungen, sowie der Butter- und Käseherstellung. Diese gelten als die ersten milchwirtschaftlichen Vorlesungen im deutschsprachigen Raum. A. H. Benno Martiny widmete sich der Praxis der Milchwirtschaft und kaufte 1874 Gut Litzelhof bei Spittal in Kärnten und bewirtschaftete es sechs Jahre. Dort gründete er eine vorbildliche Milchviehzucht, in der die Kühe bei 370 bis 400 kg Gewicht eine durchschnittliche (jährliche) Milchleistung von 2728 kg brachten, die Höchstleistung lag bei 3500 kg. Die Erfahrungen daraus flossen in Leitfäden für die Milchviehzucht, die Kennzeichnung von Zuchttieren und die Zuchtbuchführung ein. Zusammen mit C. Schütz, dem Landessekretär der Landwirtschaftsgesellschaft hat Martiny in Kärnten neue Käsesorten eingeführt und auch sonst viel für die kärntnerische Milchwirtschaft getan.

### Die Wiener Milchausstellung 1872
1872 veranstaltete das k. & k. Ackerbauministerium die Österreichische Molkereiausstellung in Wien. Die Idee dazu hatte Graf Berlupt-Tissac. Auf dieser Ausstellung trafen sich die wichtigsten Vertreter der Milchwirtschaftsförderung und der Milchwirtschaftswissenschaft. Auf der vielseitigen Ausstellung wurden einerseits Milchprodukte und andererseits auch Geräte zu deren Herstellung gezeigt. 41 inländische Aussteller für Butter und Butterschmalz und 195 Aussteller für Käse präsentierten dabei ihre Produkte. Allerdings war die Butterausstellung wenig befriedigend, und viele der ausgesetzten Preise konnten aufgrund der mangelnden Qualität nicht verteilt werden. Bei der Käseausstellung hingegen konnten die österreichischen Käsereien ihre Leistungsfähigkeit unter Beweis stellen. Vorarlberg war bei den Hartkäsen das erfolgreichste Kronland, gefolgt von Tirol und Salzburg. Bei den romadurartigen Käsen war Kärnten das erfolgreichste Kronland. Auch Kondensmilch, die damals in Österreich an zwei Orten erzeugt wurde, wurde ausgestellt. Bei der Geräteausstellung erhielt das Lefeldt’sche Butterfass die Goldmedaille. Die Wiener Molkereiausstellung war, wie zum Beispiel bei der Milchzentrifuge, der Ausgangspunkt für viele Neuerungen. Sie sorgte dafür, dass sich die Errungenschaften der dänischen Milchwirtschaft in Österreich und Deutschland verbreitet haben.

### Organisation der österreichischen Milchwirtschaft in den ersten Jahren
Schon Mitte des 19. Jahrhunderts gab es gewerbliche Unternehmen, die sich der handwerklichen Verarbeitung der Milch und der Herstellung von Milchprodukten widmeten. Daneben entstanden Gemeinschaftsbetriebe, die durch den genossenschaftlichen Zusammenschluss der Bauern entstanden. Durch das rasche Wachstum der Städte und Industriezentren am Ende des 19. Jahrhunderts stieg die Bedeutung der Verarbeitung der Milch als neuer Wirtschaftszweig. Die Ballungsräume wurden von den Bauern der Umgebung und von landwirtschaftlichen Großbetrieben versorgt. Jene Bauern, die weiter weg von den Ballungszentren ihren Hof hatten, konnte ihre Milch dort erst vermarkten, als dies die organisatorische Zusammenarbeit von Betrieben und die gleichzeitige Errichtung von Verarbeitungsstätten ermöglichten. Die ersten Genossenschaften wurden vom Geldmangel in ihrem Handlungsspielraum stark eingeschränkt. So war teilweise aufgrund der finanziellen Not der Bau einer Molkerei unmöglich oder nur durch große Schulden realisierbar, was viele Genossenschaften an den Rand des Ruins brachte und so zur Auflösung zwang. Das änderte sich erst durch den Völkerbundkredit, welcher der österreichischen Milchwirtschaft gewährt wurde.

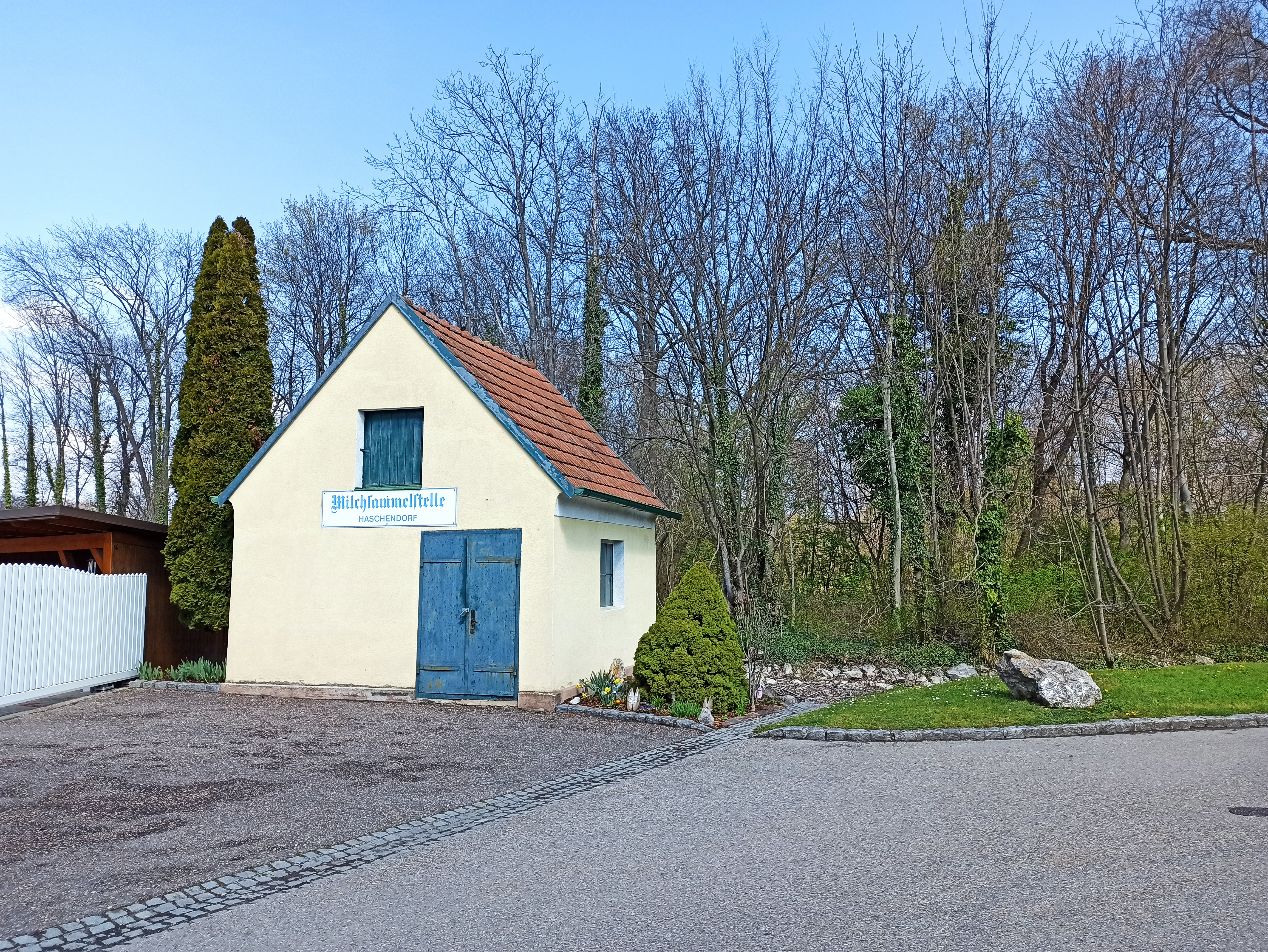
Ehemalige Milchsammelstelle in Haschendorf

Von den beiden möglichen Formen des Zusammenschlusses zur gemeinsamen Verwertung in der Entstehungszeit der Molkereien, der genossenschaftlichen und der privatwirtschaftlichen Milchverarbeitung, entschieden sich die Bauern meistens aufgrund des ungleich größeren wirtschaftlichen Rückhalts für die genossenschaftliche Form. Damit begann der außerordentliche Aufschwung der milchwirtschaftlichen Genossenschaften, der noch bis heute andauert. Selbst in entlegenen Tälern wurden genossenschaftliche Sennereien, Käsereien und Molkereien mit einem dichten Netz aus Milchsammelstellen gegründet. Getragen war der Genossenschaftsgedanke von Gemeinsinn und Selbstverwaltung.
Bei den privaten Molkereien, Käsereien und Milchgroßhändlern handelte es sich meist um Klein- und Mittelbetriebe, die von einzelnen Familien gelenkt wurden. In Wien gingen die Privatbetriebe hingegen in erster Linie aus den städtischen Milchgroßhändlern hervor. Die Genossenschaften haben sich schließlich zu sechs regionalen Verwertungszentralen und Absatzorganisationen zusammengeschlossen. Diese übernahmen alle wirtschaftlichen Aufgaben, die die Genossenschaften nicht erfüllen konnten. Dazu zählten die überregionale Vermarktung und der Vertrieb der fertigen Milchprodukte. Die einzige Verwaltungszentrale, die noch vor dem Ersten Weltkrieg gegründet wurde, war die seit 1900 bestehende Erste Zentral-Teebutter-Verkaufsgenossenschaft Schärding. Die meisten anderen wurden in der Zwischenkriegszeit gegründet. Die Erste Zentral-Teebutter-Verkaufsgenossenschaft Schärding, die später in Schärdinger Oberösterreicher Molkereiverband umbenannt wurde und 1977 mit dem gewerblichen Molkereiverband Mauerkirchen fusionierte, wurde 1900 gegründet. 1921 wurde die Alma Vorarlberger Käsefabriken und Export reg. Gen.m.b.H. gegründet. 1928 entstand der Molkereiverband für Niederösterreich, zwanzig Jahre später (1948) der Burgenländische Molkerei und Milchgenossenschaftenverband reg. Gen.m.b.H. 1970 entstand durch die Fusion des 1934 gegründeten Steirischen Molkereiverbandes mit dem Molkereiverband Kärnten und mit der Steirischen Viehverwertungsgenossenschaft der Agrosserta – Agrarverwertungsverband reg. Gen.m.b.H. Im selben Jahr fusionierten der 1931 gegründete Salzburger Molkerei und Käsereiverband mit dem 1932 gegründeten Tiroler Sennereiverband zur Alpi – Alpenländischen Milchindustrie reg. Gen.m.b.H.

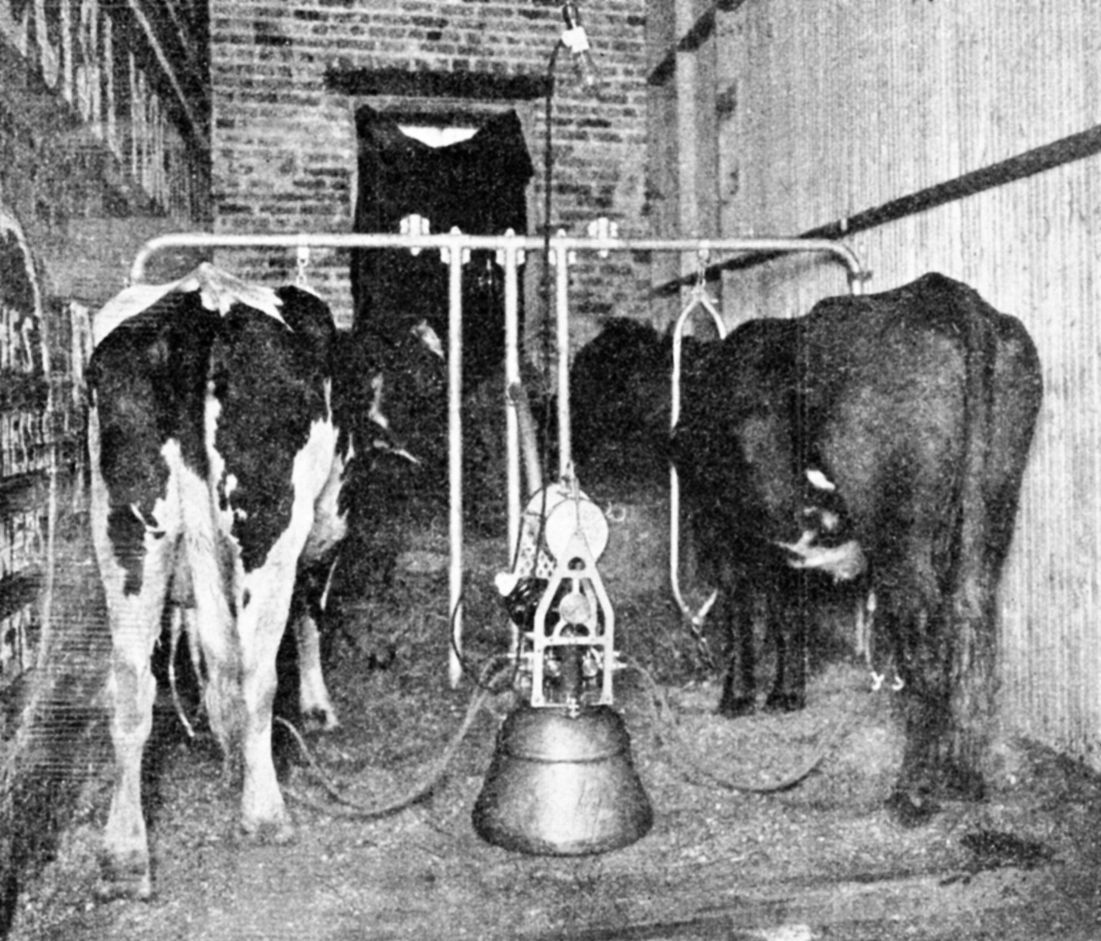
Elektrische Melkmaschine, um 1910

Entscheidend für die heutige Bedeutung der Milchwirtschaft war unter anderem auch die Entwicklung einer fortgeschrittenen Melktechnik. Jahrtausendelang wurden Kühe aufwendig von Hand gemolken, dabei wurde die Milch mit Zeigefinger und Daumen aus der Zitze gestreift. In Nordamerika wurde im 19. Jahrhundert bereits intensiv an maschinellen Melkverfahren geforscht. Zwischen 1870 und 1890 wurden ca. 100 Patente angemeldet, die aber alle in der Praxis versagten. Spätestens seit dem Jahr 1873 waren in Österreich, genauer gesagt der cisleithanischen Reichshälfte des Habsburgerreiches, Melkmaschinen nach amerikanischem Patent erhältlich. Diese wurden von den Händlern natürlich in den höchsten Tönen gelobt, was allerdings nicht unbedingt der Wahrheit entsprochen hat.

### Ausbildung im Molkereiwesen
Der Beginn des Unterrichts im Bereich der Milchwirtschaft in Österreich ist mit den Wandervorträgen des Pfarrers Trientl in Tirol eng verbunden. Er war der erste landwirtschaftliche Wanderlehrer Österreichs. Als früherer Physikprofessor an einer Mittelschule lag ihm viel an der Verbesserung des milchwirtschaftlichen Systems. Er führte daher in Tirol das Swartzsche Aufrahmungsverfahren ein und verbesserte die Butterzubereitung durch den Gebrauch des Thermometers. Zur Verbesserung der österreichischen Milchwirtschaft trugen auch die Vorträge von Professor Fleischmann zwischen 1869 und 1874 bei. Der Begründer der deutschen Milchwirtschaftswissenschaft hielt in Sonthofen im Allgäu Vorträge über die Theorie und die Praxis der Käseherstellung. Diese Kurse wurden von mehr Teilnehmern aus Vorarlberg und Salzburg besucht als aus Deutschland. Auf Einladung hielt Professor Fleischmann zwischen 1869 und 1876 50 Wandervorträge in Vorarlberg. In der Folge hielt 1873 und 1874 Professor Wilkens an der Hochschule für Bodenkultur in Wien Vorlesungen über das Molkereiwesen ab und verband diese mit praktischen Übungen über Rahmgewinnung, Butter und Käsebereitung. Weitere Milchwirtschaftliche Vorlesungen ab 1889 im Programm der Hochschule für Bodenkultur angeboten. Dr. Winkler errichtete 1903 an der Hochschule für Bodenkultur sogar einen eigenen Lehrstuhl für Molkereiwesen und landwirtschaftliche Bakteriologie. Doch auch im Bildungswesen abseits der Universitäten gab es Entwicklungen. So war die erste Molkereischule innerhalb der Grenzen des heutigen Österreichs die Haushalts- und Meiereischule für Bauerntöchter Pichlern-Marienhof bei Klagenfurt, gegründet wurde sie 1883. In dieser Schule wurde auch ein eigener Käse, der Marienhoferkäse, erzeugt. Die nächste Schule wurde 1891 in Kleingmain bei Salzburg eröffnet, sie wurde aber schon 1908 wieder geschlossen. Die in 1900 errichtete Käsereischule in Doren, in Vorarlberg, wurde mit dem Beginn des Ersten Weltkriegs wieder geschlossen. An ihrer Stelle wurde allerdings die Käsereischule Andelsbuch eröffnet, die aber schon 1932 wieder geschlossen werden musste, da die Kühe im Sommer auf der Alm waren und so nur ein halbjährlicher Betrieb möglich war.

## Der Erste Weltkrieg
In den letzten Jahren vor dem Ersten Weltkrieg wurden eine Reihe gesetzlicher Maßnahmen zur Regelung des österreichischen Milchmarktes diskutiert, aber nicht verwirklicht. Der Erste Weltkrieg brachte bis zu seinem Ende den völligen Zusammenbruch der Milchversorgung Wiens. Beim Ausbruch des Krieges befand sich die österreichische Milchwirtschaft in einem starken Aufschwung. Für eine geregelte Versorgung der Bevölkerung mit qualitativ hochwertigen Milchprodukten waren im Molkereibereich zahlreiche Zu- und Neubauten geplant. Durch den Krieg kam es zu schweren Erschütterungen in der Milchwirtschaft. Einerseits durch die schonungslosen Vieh- und Pferderequisitionen, andererseits aber auch, weil durch die Militärtransporte die Bahnanlieferung der Milch vollkommen lahmgelegt wurde. Durch diese Umstände kam es zu einem Versorgungsengpass, der in der Folge zu einem starken Anstieg der Nahrungsmittelpreise führte. Obwohl der Erzeugerpreis der Milch um 20 % angehoben wurde, war dies kein Anreiz für die damaligen Produzenten, die Milchanlieferung zu erhöhen. Verschärft wurde diese Situation durch eine Dürre im Jahr 1915, die zu einer Verknappung beim Grünfutter führte. Auch Kraftfutter gab es kaum noch zu kaufen. Zusätzlich hat eine Maul- und Klauenseuche die Milchergiebigkeit und den Viehbestand herabgesetzt. Um dem Engpass zu begegnen, verstärkte man die Einfuhr von Kondens- und Trockenmilch aus dem neutralen Ausland. Um die Milchversorgung der Großstädte zu sichern, wurden einzelne Molkereibetriebe zu staatlich geschützten Unternehmen erklärt und unter militärischen Schutz gestellt. Per Verordnung wurde am elften September 1916 die vollkommene Reglementierung und Lenkung der Milchproduktion festgeschrieben. Das war der Beginn der Zwangsbewirtschaftung. Diese Verordnung beinhaltete folgende Punkte:
- Festsetzung von Höchstpreisen für Milch in den Milchversorgungsstellen,
- Einblick bei den Milchproduzenten in Bezug auf Milchabnehmer,
- Betriebsvorräte,
- Wirtschaftsaufzeichnungen,
- Ablieferungsverpflichtung zur Deckung des Bedarfs in Wien.
Schon fünf Monate später, am 18. Februar 1917 konnte man in Wien Milch nur noch mit amtlichen Milchkarten beziehen. Das macht deutlich, dass sämtliche amtlichen Maßnahmen keine Verbesserung der Milchversorgung brachten.
Nach Kriegsausbruch nutzte das British Empire seine einzigartige Seemacht für eine Blockade der Mittelmächte. Diese Blockade (das Deutsche Kaiserreich importierte damals Weizen und andere Lebensmittel in großem Umfang) führte alsbald zu Nahrungsmittelknappheit und 1917–1918 zu Hunger bei vielen Soldaten und Zivilisten (siehe Steckrübenwinter).
Viele Kühe wurden geschlachtet; die Milchversorgung Wiens und anderer großer Städte brach zusammen.
1914 war die österreichische Milchwirtschaft in einem starken Aufschwung. Für eine geregelte Versorgung der Bevölkerung mit qualitativ hochwertigen Milchprodukten waren im Molkereibereich zahlreiche Zu- und Neubauten geplant. Durch den Krieg kam es zu schweren Erschütterungen in der Milchwirtschaft; zum einen durch die schonungslosen Vieh- und Pferderequisitionen, zum anderen, weil die Militärtransporte die Bahnanlieferung der Milch lahmgelegten. Dies trug zu Versorgungsengpässen und zu einem starken Anstieg der Nahrungsmittelpreise bei. Obwohl der Erzeugerpreis der Milch um 20 % angehoben wurde, war dies kein Anreiz für die damaligen Produzenten, die Milchanlieferung zu erhöhen (zumal es eine Inflation gab, siehe auch Deutsche Inflation 1914 bis 1923).
Verschärft wurde diese Situation durch eine Dürre im Jahr 1915, die das Grünfutter verknappte. Auch Kraftfutter gab es kaum noch zu kaufen. Zusätzlich hatte eine Maul- und Klauenseuche die Milchergiebigkeit und den Viehbestand herabgesetzt. Um dem Engpass zu begegnen, erhöhte man die Einfuhr von Kondens- und Trockenmilch aus dem neutralen Ausland. Um die Milchversorgung der Großstädte zu sichern, wurden einzelne Molkereibetriebe zu staatlich geschützten Unternehmen erklärt und unter militärischen Schutz gestellt. Per Verordnung wurde am 11. September 1916 die vollkommene Reglementierung und Lenkung der Milchproduktion festgeschrieben. Das war der Beginn der Zwangsbewirtschaftung. Diese Verordnung beinhaltete folgende Punkte (siehe auch Kriegswirtschaft):
- Ablieferungsverpflichtung zur Deckung des Bedarfs in Wien,
- Betriebsvorräte,
- Einblick bei den Milchproduzenten in Bezug auf Milchabnehmer,
- Festsetzung von Höchstpreisen für Milch in den Milchversorgungsstellen,
- Wirtschaftsaufzeichnungen.

Fünf Monate später (ab 18. Februar 1917) konnte man in Wien Milch nur noch mit amtlichen Milchkarten beziehen. Die amtlichen Maßnahmen brachten vermutlich keine Verbesserung der Milchversorgung.

## Die Erste Republik

### Probleme nach dem Krieg
Als die Kriegswirtschaft aufgehoben worden war, begann man systematisch, die Landwirtschaft aufzubauen. Von allen Zweigen der Landwirtschaft wurde die Milchwirtschaft am stärksten gefördert. Mit dem Kriegsende war der Tiefpunkt der Milchversorgung in Österreich jedoch noch nicht erreicht. Zur Verschlechterung der Notsituation in der Nachkriegszeit trugen die verschärfte Viehrequisition, der Futtermittelmangel, zurückkehrende Frontsoldaten, Streiks, Seuchen usw. bei. Um die Situation zu verbessern, wurde ständig nach Lösungen gesucht. Die Stadt Wien kaufte zum Beispiel 1500 Kühe aus dem Ausland, deren Milch ausschließlich Kindern und Kranken zugutekommen sollte. Man genehmigte den Bauern keinen Erzeugerpreis, der die Entstehungskosten deckte; andere Artikel wurden durch die Inflation teurer. Milch wurde am Schwarzmarkt zeitweise mit dem Fünffachen des amtlichen Höchstpreises gehandelt. Auch für (aus dem Ausland importierte) Trocken- und Kondensmilch wurden Höchstpreise bezahlt. Für eine Dose mit 1,5 l ungezuckerter Kondensmilch musste man bis zu 26 Österreichische Kronen zahlen.

### Innovationen in der österreichischen Milchwirtschaft
Seit der Mitte der 1920er Jahre gab es in der österreichischen Milchwirtschaft einen kräftigen Aufschwung. Besonders gefördert wurde dieser Aufschwung durch den Völkerbundkredit, den Österreich auf Veranlassung des damaligen Bundespräsidenten Michael Hainisch erhalten hatte. Der Völkerbundkredit wurde 1926 genehmigt und in den folgenden Jahren wurden in Österreich 35 größere Käsereien und Molkereien errichtet. Insgesamt gab es 1936 in ganz Österreich 858 Molkereien und Käsereien, davon 400 Hartkäsereien, die sich hauptsächlich in Vorarlberg, Tirol und Salzburg befanden, 80 Weichkäsereien und 180 Buttereien. Die restlichen Betriebe waren Konsummilchmolkereien. Österreich hat viele Verbesserungen in der Milchwirtschaft von der Schweiz übernommen. Ein Produkt, das in der Zwischenkriegszeit neu in Österreich war, war der Schmelzkäse. 1925 begann die 1921 gegründete Alma-Genossenschaft in Bregenz mit der Schmelzkäseproduktion, da sie in den ersten Jahren Probleme hatte, die traditionellen Käsesorten zu verkaufen und im Schmelzkäse eine wirtschaftlich sinnvolle Alternative zu den traditionellen Käsesorten sah.

### Ausbildung im Molkereiwesen
Der milchwirtschaftlichen Unterricht auf Hochschulniveau fand an der Hochschule für Bodenkultur statt, dort gab es eine die Lehrkanzel für Molkereiwesen und landwirtschaftliche Bakteriologie. Daneben gab es noch die sehr gut eingerichtete Bundeslehr- und Versuchsanstalt in Wolfpassing bei Wieselburg (gegründet 1930) sowie zwei Molkerei- und Käsereischulen und drei Lehrkäsereien.
In den österreichischen Alpenländern gab es zwei Schulen für die freiwillige Ausbildung des Molkereipersonals. Eine war Rotholz in Tirol und die andere Winkelhof in Oberalm, Salzburg. Die Kurse dauerten in Oberalm vier Monate, in Rotholz sieben Monate, allerdings gab es keine verbindlichen Vorschriften für die Ausbildung. Beide Schulen beendeten ihre Kurse mit Prüfungen. Die Molkereigenossen wurden in Wolfpassing, Niederösterreich in zehnmonatigen Kursen ausgebildet. Doch auch in Wolfpassing gab es sechsmonatige Kurse für das leitende Fachpersonal und Fachlehrgänge von kürzerer Dauer. Eine andere Schule, die sich nicht lange halten konnte, war die im Anschluss an die Ackerbauschule Ritzlhof (Ansfelden, OÖ.) errichtete Lehrmolkerei für Butter und Weichkäseerzeugung. Sie wurde 1927 vom oberösterreichischen Landeskulturrat errichtet und nach nur sechs Jahren wieder geschlossen. In Imst und Lienz gab es Lehrsennereien, angeschlossen an die dortigen landwirtschaftlichen Schulen, die der Vorbereitung auf die Käsereischule in Rotholz dienten. In Salzburg wurden die Schüler in der Lehrkäserei in Seekirchen praktisch auf die Schule in Winkelhof vorbereitet.
Aber auch das Melkpersonal wurde geschult. Die niederösterreichische Landeslandwirtschaftskammer betrieb eine Berufsmelkerschule in Laxenburg. Die Schule wurde 1928 gegründet. Sie verfügte durchschnittlich über 140 Kühe, der Stall war Eigentum des Kriegsgeschädigtenfonds. Die Kurse dauerten sechs Monate mit 15 Schülern pro Kurs. Darüber hinaus gab es noch weitere Melker- und Viehhaltungsschulen wie zum Beispiel in Judenau bei Tulln, wo die Kurse zwei Monate dauerten. Auch in Ritzlhof in Oberösterreich, am Ossiacher Tauern in Kärnten mit sechsmonatigen Kursen und an der Landesschule Litzelhof bei Spittal an der Drau in Kärnten gab es Ausbildungsstätten. In den Bundesländern Tirol, Oberösterreich und Steiermark waren sogar Melklehrer angestellt.

### Überschussproduktion
Nach dem Ersten Weltkrieg herrschte Milchmangel, der aber rasch behoben werden konnte und schon bald in eine Überschusssituation überging. Auf freiwilliger Basis wurde 1930 ein Milchausgleichsfond geschaffen, damit die Erzeuger unabhängig von der späteren Verwendung einen einheitlichen Erzeugerpreis bekamen.
Die Milchproduktion in Österreich stieg ab 1919 innerhalb von nur vier Jahren von 1.201.665 t auf 1.827.245 t. In Wien erhöhte sich die Milchanlieferung von 1922 bis 1924 sprunghaft. Wurden 1922 59.722 t im Jahr angeliefert, waren es 1923 schon 143.897 t und 1924 226.800 t. Das bedeutet, dass sich die Anlieferung nach Wien innerhalb von zwei Jahren um 379 % erhöht hat. Zwar fanden durch den freien Milchverkehr die Bauern wieder Interesse an der Milchproduktion, aber bei den Verbrauchern musste das Interesse am Milchkonsum erst wieder geweckt werden. Durch die gigantische Inflation im Jahr 1922 mussten die Preise alle zwei Wochen neu festgesetzt werden. Lag der Milchpreis bis zur Freigabe des Milchhandels bei 60 Kronen pro Liter, wurde er am 14. Januar auf 100 Kronen erhöht. Am 1. Dezember lag er gar bei 4250 Kronen. Durch die großen Unsicherheiten am Milchmarkt kam es zu Protesten der Milchbauern, Milchhändler und Molkereien.

### Organisation der Milchwirtschaft
In der Zwischenkriegszeit konzentrierte sich die Milch- und Viehwirtschaft auf die westlichen Teile des Landes. Dort waren 97–99 % der landwirtschaftlichen Fläche Grünland. Damals waren noch 27,2 % der Bevölkerung in den land- und forstwirtschaftlichen Berufen tätig. 52 % der Milch wurden 1936 getrunken, 14 % wurden zur Aufzucht gebraucht, 22 % wurden zu Butter und 12 % zu Käse verarbeitet. 11 % der Milch wurden alleine in Wien verbraucht. Die Versorgung Wiens wurde durch fünf große und einige kleinere Molkereien übernommen. Rund um Wien wurden Ausgleichsmolkereien errichtet, die den Überschuss abfingen und ihn verarbeiteten. In Tirol, Vorarlberg und Salzburg lag der Schwerpunkt eher auf der Laibkäseherstellung (Emmentaler und Groyer), während in Oberösterreich und der Steiermark die Butterproduktion und die Weichkäseherstellung vorherrschend waren. Von den ca. 25 Mio. kg Butter, die Mitte der 1930er Jahre jährlich erzeugt wurden, stammten 7 Mio. aus der Hausproduktion. Daneben wurden 5 Mio. kg Weichkäse und 15 Mio. kg Hartkäse erzeugt.
Die Milch, die in die Großstädte geliefert wurde, war wegen der langen Transportwege oft von geringer Qualität und mit hohen Transportkosten belastet. Bei Frischmilch spielten die hohen Transportkosten keine große Rolle, anders bei anderen Milchprodukten, deren Abfallprodukte, wie etwa Mager-, Buttermilch oder Molke, der Verwertung zugeführt werden mussten, was neuerlich Transportkosten verursachte. So war die Verarbeitung der Milch in der Großstadt ein Verlustgeschäft, das auf ein Minimum reduziert werden sollte. Der erste Schritt in diese Richtung war die Regelung des Milchverkehrs.
Von den 858 Betrieben, die es 1936 in Österreich gab, waren ca. 320 genossenschaftlich organisiert, mit einer durchschnittlichen Verarbeitungsmenge von 3.000 bis 4.000 l täglich. Darüber hinaus gab es noch 780 Alpkäsereien und 900 Milchgenossenschaften. Die wichtigsten dieser Genossenschaften waren der Oberösterreichische Molkereiverband oder die Erste Oberösterreichische Zentral-Teebutter-Verkaufsgenossenschaft in Schärding, der Landesverband der Milch- und Molkereigenossenschaften Niederösterreich, der Verband der Steirischen Milchgenossenschaften, der Verband der Privatmolkereien und Käsereien Österreichs, der Tiroler Sennereiverband, der Salzburger Käsereiverband, der Reichsverein für Butter- und Käsegroßhändler Österreichs und die Berufsständische Vereinigung der Butterhändler Österreichs. Die Dachorganisation war von 1922 an der Milchwirtschaftliche Verein, der 1934 in die Milchwirtschaftliche Reichsvereinigung Österreichs umgewandelt wurde. Diese gliederte sich in sieben Sektionen. Ihr war noch die Wirtschaftsvereinigung von Käsereiverbänden der österreichischen Alpenländer angegliedert.
In der Zwischenkriegszeit war Vorarlberg der wichtigste Käseproduzent Österreichs. 1923 produzierte Vorarlberg 45 % des österreichischen Käses. Um das Jahr 1938 betrug der Vorarlberger Anteil am österreichischen Käseexport 38,9 %. Davon übernahm die Genossenschaft Alma fast die Hälfte. Zehn weitere Händler teilten sich den Rest, wobei Josef Rupp aus Lochau der größte Händler war.

### Regelung des österreichischen Milchmarktes
Die staatlichen Zuschüsse für Kondensmilch und den Kraftfutterkauf wurden in den 1920er Jahren wegen Geldmangel abgebaut. Zur „Freigabe des Milchverkehrs und Milchpreises“ wurden, neben den oben bereits erwähnten Gründen für die Milchnot, folgende Gründe angeführt:
- Anstieg der Fleischpreise
- Transportschwierigkeiten
- Schleichhandel
- öffentliche Bewirtschaftung der Milch
- amtlich Preisfestsetzung

Alle Verordnungen, die bisher den Verkehr mit Milch und Molkereiprodukten regelten, wurden am ersten Juni 1922 aufgehoben. Nun konnten zwischen Milchbauern und den Abnehmern freie Lieferverträge abgeschlossen werden, allerdings nur im Rahmen des Preistreibergesetzes. Diese Maßnahmen wirkten aus zwei Gründen zu diesem Zeitpunkt aber noch nicht in vollem Umfang. Erstens waren die kriegsbedingten Verluste beim Milchviehbestand noch nicht aufgeholt, zweitens hatten die Alpengebiete die Umstellung auf die erhöhte Milchproduktion noch nicht geschafft.
Während der Weltwirtschaftskrise verschärften sich die Preiszusammenbrüche, Absatzkrisen, das gegenseitige Unterbieten und die grenzenlose Not der Milchbauern in den marktfernen Gebieten so weit, dass ein Zusammenbruch zu befürchten war. 1931 setzte sich auf Grund der Probleme in Wien die Erkenntnis durch, dass eine bessere Koordination der Milchwirtschaftspolitik nötig war. Die Entwicklung der österreichischen Milchwirtschaft hin zu der erdrückenden Überproduktion erforderte zwangsläufig Maßnahmen, um den Milchpreis auf einem rentablen Niveau zu halten. Diese Maßnahmen geschahen vorerst auf freiwilliger, erst später auf gesetzlicher Basis. Schon 1928 hatte Häusler auf die neue Milchpreisgestaltung in der Schweiz hingewiesen, die dort zur Stabilisierung des Käsepreises verwendet wurde, nämlich der Schaffung eines Milchausgleichsfonds. Darum wurde eine Reihe von Gesetzen und Verordnungen geschaffen. Der Milchausgleichsfonds wurde 1931 geschaffen, 1934 wurden die Milchpreisverordnung und das Milchverkehrsgesetz erlassen.
Mit dem Milchausgleichsfondsgesetz kam auch die gesetzliche Preisregelung für Milch in Österreich.
1934 wurde das Milchverkehrsgesetz erlassen, es wurde am 31. August 1934 verkündet und trat einen Tag später in Kraft. Das Milchverkehrsgesetz regelte die Lieferung der Milch in größere Verbraucherorte und auch die Verarbeitung der Milch zu Butter, Käse, Kondens- und Trockenmilch. Da einer sinkenden Nachfrage ein Mehrangebot gegenüberstand, wurde durch diese Regulierung versucht, die Erzeugung dem Bedarf anzupassen und so das Preisniveau zu halten. Den Molkereien wurden Anlieferungsgebiete zugeteilt und den Erzeugern Lieferbeschränkungen auferlegt. Dazu erhielten sie von der Landwirtschaftskammer auf Basis der letzten drei Jahre Anlieferungsscheine, auf denen die zu liefernde Menge in Trink- und Werkmilch unterteilt verzeichnet war.
Durch die Milchpreisbestimmungskommission wurden die Milchpreise, die durch die Kriegswirtschaft weit unter den Entstehungskosten lagen, langsam an die Produktionskosten angepasst. Sie entstand auf freiwilliger Basis 1922 für den Bereich des Wiener Milchmarktes. In ihr waren Produzenten, Händler, Molkereien, Land- und Forstwirtschaft, Behörden und Fachverbände paritätisch vertreten. Die von dieser Kommission festgesetzten Preise waren nicht bindend, wurden aber meistens eingehalten. Sie wurde auf Initiative des Generalsekretärs der Österreichischen Landwirtschaftsgesellschaft gebildet.
Durch das Bundesgesetz vom 17. Juli 1931 wurde die Errichtung eines Milchausgleichsfonds beschlossen. Das war der Beginn der gesetzlichen Regelung des Milchmarktes in Österreich. Das Gesetz über die Errichtung eines Milchausgleichsfonds war anfangs nur für die Bundesländer Niederösterreich, Oberösterreich, Steiermark und Wien vorgesehen. Auf Kärnten, Salzburg und Tirol wurde es erst gut zwei Jahre später, am 10. August 1933 ausgeweitet und erst als es am 24. November 1933 auch auf Vorarlberg ausgeweitet wurde, galt es für das ganze Bundesgebiet. Bis zum „Anschluss Österreichs“ wurde die gesetzliche Regelung des Milchmarktes noch weiter ausgebaut, besonders durch das Milchverkehrsgesetz 1934. Der Milchausgleichsfonds hob von jedem Liter Konsummilch vier Groschen ein, um so den Preis der Verarbeitungsmilch zu erhöhen. Durch die Weltwirtschaftskrise ging der Konsum zurück und trotz Ausgleichsfonds wurde der Erzeugerpreis gedrückt. Der Milchausgleichsfonds wurde gegründet, um einen möglichst einheitlichen Erzeuger- und Verbraucherpreis zu sichern und die Versorgung der Bevölkerung zu gewährleisten. Bei diesem Ausgleichsfonds mussten alle Milchbauern, die durch ihre günstige Lage Frischmilch liefern konnten, zwei Groschen pro Liter bezahlen, um diejenigen Bauern zu unterstützen, die ihre Milch zu Butter und Käse verarbeiten mussten, und so weniger verdienten. Jeder der Kuhmilch zukaufte und unmittelbar an den Verbraucher abgab, oder Milchproduzenten die Milch in geschlossenen Ortschaften über 5000 Einwohner direkt an den Verbraucher abgaben, mussten diese Abgabe bezahlen. Dadurch sollte eine gleichmäßige Verwertung der Milch erreicht werden. So konnte in den Jahren 1931 und 1932 der Milchpreis vollkommen stabil gehalten werden. Die Durchsetzung scheiterte anfangs an den westlichen Bundesländern, so dass dieses Gesetz zuerst nur in Wien Niederösterreich, Oberösterreich, der Steiermark und dem Burgenland gültig war. Erst als sich die Ausfuhrbedingungen 1933 verschlechterten, traten auch die restlichen Bundesländer bei. Geleitet wurde die Fondsverwaltung von einer Kommission, die ihre Tätigkeit am 1. Oktober 1931 aufnahm und unter der Aufsicht des Bundesministeriums für Land- und Forstwirtschaft stand. Die eingehobenen Beiträge wurden an die Verarbeitungsbetriebe als Verarbeitungszuschüsse und als Preisausgleichszuschüsse ausbezahlt. Der Milchausgleichsfonds war schließlich der Beginn des berufsständisch getragenen staatlichen geförderte Ausgleichs- und Lenkungssystems. Zum System des Milchausgleichsfonds gehörten auch Preisausgleichsbeträge und Verarbeitungszuschüsse, so sollten weitgehend einheitliche Erzeugerpreise erzielt werden. Hinzu kamen noch Kundenschutz und Preiserhaltungsübereinkommen. Trotz all dieser Maßnahmen drückte der wirtschaftliche Niedergang die Nachfrage und damit der Preiskampf die Erzeugerpreise.
Mit dem 1. Mai 1931 erließ das Landwirtschaftsministerium ein eigenes Milchregulativ als Verordnung, in dem die Pasteurisierung der Milch für bestimmte Städte vorgeschrieben war.

### Außenhandel mit Milchprodukten
Die Notlage nach dem Ersten Weltkrieg führte dazu, dass die Zölle für Butter, Käse, Butterschmalz, Trockenmilch und andere Milchprodukte aufgehoben wurden, was zu laufend steigenden Einfuhren führte. Parallel zu den steigenden Einfuhren stieg durch die entsprechenden Förderungen der Landwirtschaft die Produktion im Inland. Darum wurde die heimische Milchwirtschaft mit der Wiedereinführung des Milchschutzzolles 1923 wieder geschützt. Durch die 1926 und 1927 erhöhten Zolltarife, konnten die Einfuhren bis 1929 stark reduziert werden, trotzdem waren die Einfuhren größer als die Ausfuhren. Darum wurden die Zolltarifbestimmungen 1931 nochmals verschärft und die Einfuhr von Butter, Käse und Trockenmilch durch eine Verordnung am 28. April 1932 verboten.
Ab 1928 begann man verstärkt österreichische Milchprodukte, vor allem Butter und Käse zu exportieren. Die Inlandspreise lagen aber über dem Exportniveau. Die österreichischen Exporteure schlossen sich zu einer Ausfuhrorganisation zusammen, um die ausländischen Märkte überwachen zu können. Um den Export österreichischer Milchprodukte zu ermöglichen, zahlte das Landwirtschaftsministerium Exportprämien. Hauptziel der Exportbemühungen war, Kompensationsgeschäfte abzuschließen. So wurde österreichische Butter gegen deutsche Kohle und deutscher Seefisch gegen österreichischen Käse getauscht. Der Export wurde von einer Ausfuhrstelle überwacht und erfolgte nur gegen Ausfuhrscheine. Der Außenhandel mit Milchprodukten entwickelte sich ab 1931 sehr günstig für Österreich, der Import ging stark zurück und gleichzeitig konnte der Export enorm gesteigert werden. Innerhalb der ersten vier Jahre stieg er auf den dreizehnfachen Wert. Es wurde hauptsächlich Butter exportiert, die zu 79,2 % nach Deutschland verkauft wurde, der Rest ging in die Schweiz (17,9 %), nach Dänemark (1,3 %) und nach Großbritannien (1,2 %). Der Import ist von 1929 bis 1933 um 80 % zurückgegangen.
1934 wurde eine Ausfuhrorganisation der Exporteure von Milcherzeugnissen geschaffen, diese war beim Milchausgleichsfond untergebracht und sie leitete den Export aller Milchprodukte.

### Die Milchpropaganda
Von 1927 bis 1935 gab es in Österreich eine Milchpropagandagesellschaft, die von einer Propagandasektion bei der Milchwirtschaftlichen Reichsvereinigung Österreichs abgelöst wurde. Gegründet wurde diese im April 1927 als „Gesellschaft zur Förderung des Verbrauchs von Milch und heimischen Molkereiprodukten“, kurz Milchpropagandagesellschaft. Es handelte sich dabei um einen gemeinnützigen Verein. Die Milchpropagandagesellschaft sollte der Volksernährung, der Volksgesundheit und so auch der Volkswirtschaft dienen. Einerseits sollten die Produzenten belehrt werden, um die Qualität der Milch und der Milchprodukte zu heben, andererseits sollten die Konsumenten über den Nährwert, die hohe Qualität und die Preiswürdigkeit der Milchprodukte und über die volkswirtschaftliche Bedeutung eines höheren Milchkonsums aufgeklärt werden. Der Milchpropagandagesellschaft gehörten 1932 221 Mitglieder an. Neben Milch verarbeitenden Betrieben, Butter-, Milch- und Käsehändlern, Landwirtschaftskammern, Milchproduzenten, Molkereiausstattern war auch die Kammer für Arbeiter und Angestellte ein Mitglied. Finanziert wurde die Gesellschaft durch die Beiträge der Mitglieder und auch durch Subventionen des Landwirtschaftsministeriums und des Ministeriums für soziale Verwaltung.
Um die gesteckten Ziele zu erreichen, wurden alle damals modernen Werbemittel eingesetzt. In den diversen Ämtern wurde flächendeckend plakatiert, es gab sogar eigene Poststempel, die zum Verzehr heimischer Milch und Milchprodukte aufforderten. In den Lebensmittelgeschäften wurde auf Plakaten darauf hingewiesen, heimische Milchprodukte zu verlangen. Infobroschüren wurden aufgelegt. Es gab Lichtbild- und Lehrfilmvorführungen, und es wurden Kostproben verteilt. Bereits im ersten Jahr wurde die erste Milch in den Schulen verteilt. Wenn möglich, wurde mehr Geld eingehoben, als die Milch kostete, um mit diesem Überschuss Milch für Kinder aus armen Familien zu finanzieren. Um die Schulmilchaktion auszuweiten, gab es eine Prämie für die Schule mit den meisten Kindern, die an der Aktion teilnahmen. Zusätzlich wurden auf den Elternversammlungen Schmalfilme gezeigt. Um den Käseverkauf anzukurbeln, wurden nach schwedischem Vorbild mehrmals Käsewochen abgehalten. In diesen Wochen wurden in den Schaufenstern heimische Käsesorten in prächtigen Arrangements ausgestellt. Die Kunden wurden durch Broschüren und Plakate angehalten, diese zu kaufen.
Auch auf den Wert des Käses als Nahrungsmittel wurde in Radiovorträgen, Kinowerbung und Artikeln in der Fach- und Tagespresse hingewiesen. Die Gastwirte wurden angeregt, heimische Käsesorten in den Speisekarten zu vermerken und Käsespeisen anzubieten. Die wiederholten Butteraktionen dienten dazu, die Konsumenten von den Vorzügen der Butter gegenüber Kunstfett zu überzeugen. Als eines der besten Propagandamittel, um den Milchkonsum anzukurbeln, wurde das Anbieten der Milch angesehen. Man bot Milch bei verschiedenen Veranstaltungen an, in Wien wurden Milchkioske und Milchgärten initiiert. Auf verschiedenen Bahnhöfen wurde Milch in Bechern an die Durchreisenden verkauft. Durch diese verschiedenen Werbeaktionen kehrte sich die negative Handelsbilanz bei Milch und Milchprodukten in eine positive um.

## Milchwirtschaftliche Lenkung während der NS-Zeit 1938–1945
Während der Herrschaft der Nationalsozialisten wurde der Milchmarkt auf Basis des Reichsnährstandsgesetzes und des Paragrafen 38 des Milchgesetzes umfassend gelenkt. Alle Wirtschaftszweige wurden durch zahlreiche Anordnungen gesteuert, die Land- und Ernährungswirtschaft einer straffen, hierarchischen Marktordnung unterworfen. Die drei Phasen, die Fink dabei unterscheidet, sind nur bedingt auf die österreichische Situation anwendbar, da die erste Phase 1936 beendet war und die zweite Phase bis 1939 dauerte. In der ersten Phase war Österreich noch nicht Teil des Deutschen Reiches und auch in der zweiten Phase war Österreich nur die letzten 1½ Jahre an Deutschland angeschlossen. Nur die dritte Phase, die kriegswirtschaftliche Phase, trifft sowohl auf das Deutsche Reich als auch auf Österreich zu (siehe dazu hier). Nach dem Anschluss an Deutschland wurde die österreichische Gesetzgebung, den Milchmarkt betreffend, in die deutsche Gesetzgebung integriert. Damit wurde der Milchausgleichsfonds aufgehoben und durch Milch- und Fettwirtschaftsverbände in Wien, Graz, Klagenfurt, Salzburg und Innsbruck ersetzt. Die Milch- und Fettwirtschaftsverbände beschränkten sich aber nicht auf die Milchwirtschaft, sondern betrafen auch die Eierwirtschaft inklusive Honig und zum Teil auch die Viehwirtschaft.

## Die österreichische Milchwirtschaft nach 1945 und in der Gegenwart
Die österreichische Milchpolitik nach dem Ende des Zweiten Weltkrieges war von einer permanenten Expansionspolitik geprägt. So wurde bereits während der Phase der Stabilisierung von 1945 bis 1952 die österreichische Agrarproduktion massiv gesteigert. Ab 1953 wurde in einer Periode der expansiven Intensivierung vor allem die Mechanisierung vorangetrieben und marktwirtschaftlichere Strukturen setzten sich durch. Von 1961 bis 1975 lassen sich dann Bemühungen um eine steigende Produktivität aufgrund von Angebotsdruck erkennen. Diese Intensivierungsspirale führte letztlich dazu, dass kleinere Betriebe zunehmend unrentabel wurden und nicht mehr wettbewerbsfähig waren. Zugleich zeichnete sich eine allmähliche Überproduktion ab, die 1968 nicht mehr im eigenen Land abgesetzt werden konnte und durch die Regierung unter Josef Klaus finanziell auch nicht mehr ausgeglichen wurde. Dadurch kam es 1968 zu Demonstrationen von Landwirten gegen die Regierung. Unter der Regierung Kreisky wurde ab 1970 ein zunehmendes Subventionswesen eingeführt, dass unter anderem dazu diente, die ursprünglich ÖVP-treuen Landwirte enger an die SPÖ zu binden.

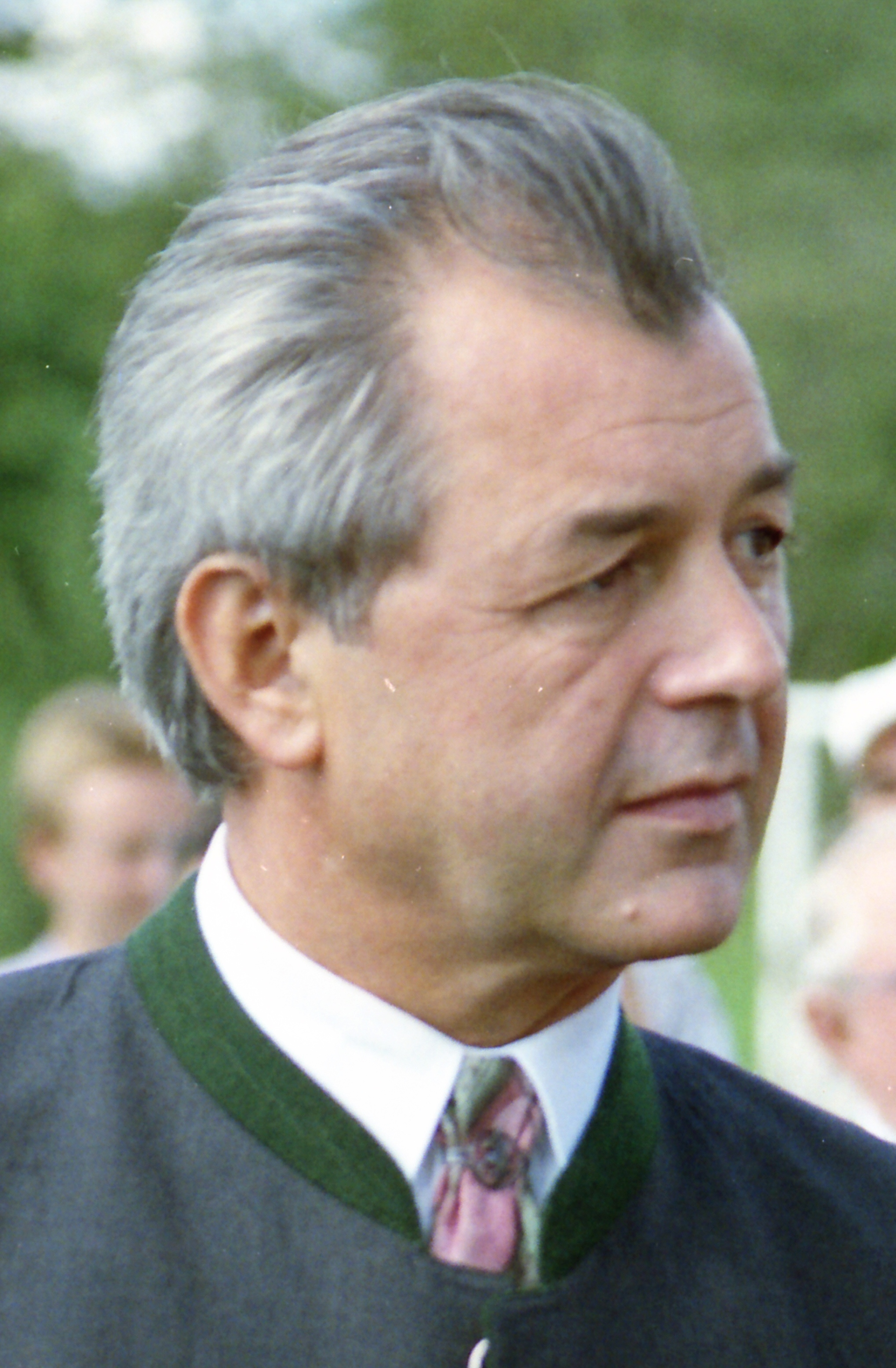
Josef Riegler, 1990

Ab 1987 setzte dann der Bundesminister für Land- und Forstwirtschaft Josef Riegler entlang des von ihm mit gegründeten Konzepts einer ökosozialen Agrarpolitik eine Neuorientierung der österreichischen Agrarpolitik um, die sich an drei wesentlichen Zielen orientierte. Diese waren die Steigerung der wirtschaftlichen Leistungsfähigkeit der Betriebe, eine Berücksichtigung des Umweltschutzes und soziale Fairness, sowohl im Sinne der Arbeitsbedingungen in der Landwirtschaft wie auch der Unterstützung kleinerer Betriebe. Dazu zählte auch die Förderung von Biohöfen, von Angeboten wie dem Ab-Hof-Verkauf sowie ab den 1990er Jahren auch eine zunehmende Prägung durch moderne industrielle Techniken wie Digitalisierung und Gentechnologie, was kleine Betriebe wiederum ins Hintertreffen brachte.
Die ökosoziale Agrarpolitik legte den Grundstein für die Konkurrenzfähigkeit der österreichischen Milchwirtschaft beim Eintritt in die Europäische Union 1995. Die österreichischen Regulationen insbesondere im Umweltschutzsektor übertrafen jene der EU zu dieser Zeit, was Besorgnis hinsichtlich einer Rückabwicklung der erfolgreichen ökosozialen Agrarpolitik auslöste. Da die EU jedoch 1992 eine Agrarreform durchführte, die sich dem österreichischen Modell annäherte, bestätigten sich diese Befürchtungen nicht.
Im Jahr 2021 wurden laut Ernährungs- und Landwirtschaftsorganisation der Vereinten Nationen FAO weltweit 744 Millionen Tonnen Kuhmilch produziert. Österreich hat daran nur einen kleinen Anteil, mit 3,8 Millionen t steht es auf Platz 33 der Tabelle der größten Kuhmilchproduzenten weltweit. Im Vergleich zu 2006 (3.195.950 t) hat es seine Produktion innerhalb von 15 Jahren jedoch deutlich erhöht. In Österreich lag die Kuhzahl 2007 bei 525.000.